# Camp (serie televisiva)
Camp è una serie televisiva americo-australiana che segue le buffonate di un gruppo di campeggiatori e consulenti in un campo estivo sul lago chiamato Little Otter Family Camp, gestito da Mackenzie "Mack" Granger interpretato da Rachel Griffiths. La serie è stata creata da Liz Heldens e Peter Elkoff. Camp è stato trasmesso su NBC dal 10 luglio all'11 settembre 2013.
Il 1º ottobre 2013, la NBC ha cancellato Camp dopo una sola stagione.

## Cast e personaggi

### Cast principale
- Rachel Griffiths è Mackenzie "Mac" Granger, la direttrice del campo.
- Thom Green è Kip Wampler, un terapeuta in formazione, la cui leucemia è andata in remissione per la seconda volta.[5]
- Lily Sullivan è Marina Barker, una nuova arrivata emarginata che fa amicizia con Kip.
- Tim Pocock è Robbie Matthews, il capo delle attività, che ha appena finito il college all'Università della Virginia ed è stato ammesso alla Stanford Law School.[6]
- Dena Kaplan è Sarah Brennen, studentessa universitaria a Stanford e nuotatrice d'élite.[6]
- Charles Grounds è Buzz Granger, il figlio di Mac.
- Charlotte Nicdao è Grace, la figlia asiatica adottiva di Todd e Raffi.
- Nikolai Nikolaeff è David "Cole" Coleman, il responsabile della manutenzione del campo.[7]
- Rodger Corser è Roger Shepherd, il direttore del campo rivale Ridgefield.[8]

### Cast ricorrente
- Adam Garcia è Todd, partner di Raffi e padre di Grace.
- Christopher Kirby è Raffi, compagno di Todd e padre di Grace.
- Genevieve Hegney è Sheila.
- Natasha Bassett è Chloe.
- Carmel Rose è Zoe.
- Isabel Durant è Deanna.
- Jordan Rodrigues è Greg.
- Liam Hall è Ryan.
- Jonathan LaPaglia è Steve, ex marito di Mac.
- Kat Stewart è la madre di Robbie.
- Jodi Gordon è Kat, la ragazza russa di Steve.
- Juan Pablo Di Pace è Miguel Santos.

## Sviluppo e produzione
Il 6 gennaio 2013, NBC ha bypassato l'ordinazione di un episodio pilota ed ha avuto semaforo verde per realizzare Camp, una serie televisiva da trasmettere per l'estate 2013. Furono originariamente ordinati tredici episodi, poi ridotti a dieci a causa della programmazione. Le riprese della serie sono iniziate in Australia nel marzo 2013 e sono state girate in gran parte intorno alle aree di Murwillumbah e Crams Farm Reserve nel Northern New South Wales. La serie è stata creata da Liz Heldens e Peter Elkoff, che sono anche produttori esecutivi insieme a Gail Berman, Lloyd Braun e Gene Stein.

### Casting
Gli annunci di casting sono iniziati a febbraio 2013, con Thom Green come primo attore ade entrare nel cast. Green interpreterà il ruolo di Kip Wampler, un adorabile solitario a cui piacciono i film indie rock e documentari ed odia le persone. Rachel Griffiths, Tim Pocock e Dena Kaplan furono i prossimi ad essere assunti nel cast. Griffiths è stata scelta per interpretare il ruolo di Mackenzie Granger, la direttrice del campo, che si ritrova a essere stata lasciata dal marito per una donna più giovane; Pocock è stato scelto per interpretare Robbie Matthews, il capo delle attività nel campo con nobili obiettivi di frequentare la facoltà di giurisprudenza, mentre Kaplan per interpretare Sarah, l'interesse amoroso estivo di Robbie. Rodger Corser si unì al cast nel ruolo di Roger Shepherd, il direttore di un campo estivo rivale. Nikolai Nikolaeff in seguito è entrato nel cast come David "Cole" Coleman, il ragazzo di manutenzione del campo per cibo, sesso ed erba.

## Episodi
| Stagione       | Episodi | Prima TV originale | Prima TV Italia |
| -------------- | ------- | ------------------ | --------------- |
| Stagione unica | 10      | 2013               | inedita         |

## Accoglienza
Sul sito web Metacritic la serie ha un punteggio di 50 su 100, sulla base di 21 recensioni, che indicano "recensioni miste o medie". Diane Werts di Newsday ha dato a Camp il suo più alto apprezzamento: «I personaggi, le sceneggiature e le esibizioni sono sorprendentemente intelligenti - quasi, oserei dire, profonde - e continuate ad avere umiliazioni comiche, brutte rivalità e teeny bikini.» David Hinckley di Daily News ha dichiarato: «Ci vuole un villaggio per costruire un Camp e osservare questo equipaggio lavorare per salvare Little Otter e scoprire che l'amore estivo è lontano dalla cosa peggiore che si possa fare.» James Poniewozik di Time ha commentato «Camp si rivela una sorta di fascino del ritorno al passato, ricordando il tipo di commedie estive degli anni '70 e '80...che avevano pathos e problemi di vita reale sotto i loro combattimenti di palloncini d'acqua.» Hank Stuever del Washington Post ha pensato che la serie «brama dopo tutte le hijsc di addormentamento della cultura pop che l'hanno preceduta... [quando] si abbassa con il minimo di standard di programmazione di rete. [...] Va tutto bene, un divertimento pulito che non è abbastanza buono, non abbastanza pulito e non abbastanza divertente.» Linda Stasi del New York Post ha dichiarato: «Se odiasti il campo estivo, posso suggerirti di evitare l'orribile serie estiva sceneggiata della NBC, Camp come un caso di sommacco velenoso.»